# Paepscheuremolen

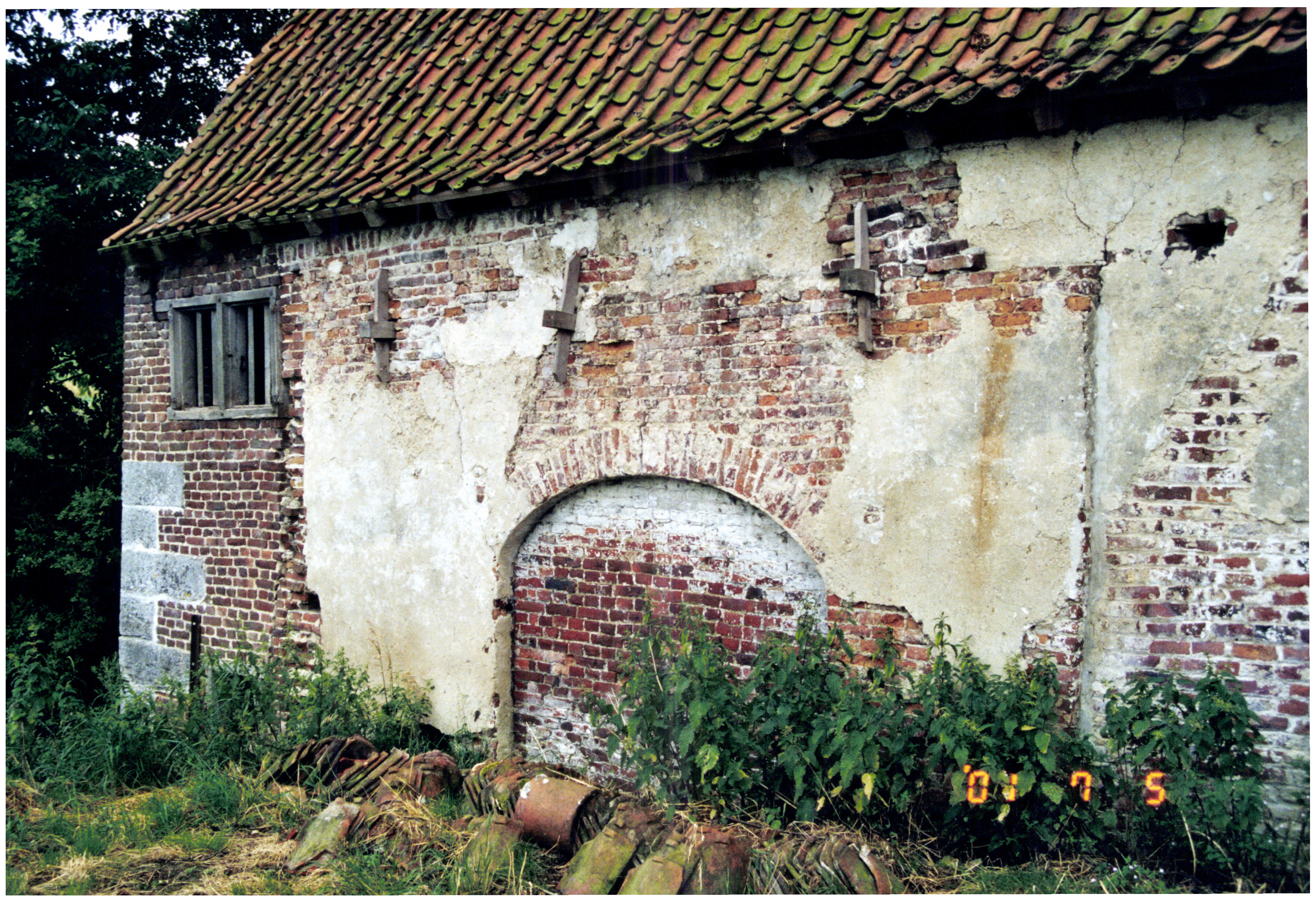

De Paepscheuremolen of Ramscheutemolen is een voormalige watermolen op de Molenbeek aan de Zeelstraat in het Oost-Vlaamse Zulzeke. 
De molen van het goed te Rubschiete werd voor het eerst vermeld in 1574. Ten noordoosten, aan de Molenbeek, zijn er overblijfselen van een interessante watermolen, een vroegere korenwatermolen van het bovenslagtype. Het rechthoekige molenhuis dateert waarschijnlijk nog grotendeels uit 17e of 18e eeuw. In 1998 werden instandhoudingswerken  begonnen door de vzw Levende Molens in samenwerking met AML Vakgebied Industrieel Erfgoed. De houten maalinstallatie is in vervallen toestand. De strekdam en de bakstenen overwelving onder de brug over de beek bleven behouden. De molen is sinds 2003 beschermd als monument.